# Jimmy Page
James Patrick "Jimmy" Page (Heston, Middlesex, 9. siječnja 1944.), britanski gitarist i glazbeni producent.
Bio je član rock sastava The Yardbirds prije osnivanja engleskog rock sastava Led Zeppelin. Godine 2003., magazin Rolling Stone mu je dao 3. mjesto među 100 gitarista svih vremena. Također je i ušao u Rock and Roll Hall of Fame dvaput - kao član Yardbirdsa i kao član Led Zeppelina.

## Rani život
James Patrick Page rođen je u engleskom predgrađu Heston. Njegov otac bio je voditelj industrijskog osoblja, a majka je bila doktorova tajnica. Page vuče irske korijene preko majke. Dok je imao 12 godina, sa svojim roditeljima preselio se u Feltham, gradić nedaleko od Londona, i onda kasnije u Epsom, još jedan gradić nedaleko od Londona. Kad se doselio u tu kuću, Page je pronašao gitaru koju je odmah počeo svirati. Išao je na tečajeve gitare, no većinom je učio sam. 
Njegovi uzori u ono vrijeme bili su rockabilly gitaristi Scotty Moore i James Burton, koji su svirali na albumima Elvisa Presleyja. Pjesma "Baby Let's Play House" Elvisa Presleyja je, kako Page kaže, bila njegova inspiracija da počne svirati gitaru. Kad je imao 13 godina, pojavio se na engleskoj nacionalnoj televiziji BBC sa skiffle kvartetom i pjesmom "Mama Don't Want to Skiffle Anymore" i "In them Ol' Cottonfields", poznatu pjesmu blues glazbenika Lead Belly.
Kasnije, Page je napustio školu kako bi se posveto glazbi. U početku mu je bilo teško naći s kim će svirati, a i sam je izjavio da je "svirao u mnogim grupama, zapravo, onim koje su mogle održati koncert". Na jednom koncertu vidio ga je i Neil Christian, frontmen sastava Crusaders, te ga pozvao da svira s njim. Page je prihvatio, i s njima je svirao dvije godine, no onda je morao prestati jer je dobio mononukleozu. Tijekom liječenja Page je stavio svoju glazbenu karijeru na čekanje, te se posvetio slikanju. Upisao je koledž likovnih umjetnosti u Surreyu.

## Rane 1960-e
Kao učenik, Page je često nastupao u klubu Marquee, sa sastavima kao što su Cyril Davies' All Stars, Alexis Corner's Blues Incorporated i s poznatim gitaristima kao što su Jeff Beck i Eric Clapton. Postao je popularan kao session gitarist. Njegov prvi angažman bio je kod pjesme "Diamonds", koju su izvodili Jet Harris i Tony Meehan, a ta pjesma je u ranoj 1963. došla na prvo mjesto singlova u Velikoj Britaniji.
Njegov pseudonim kao studio gitarist je bio "Lil' Jim Pea", a katkad je bio i zamjenski gitarist na koncertima, u slučaju da se nešto dogodi gitaristu toga sastava.
Njegovi angažmani su bili dosta učestali, sam Page je izjavio kako je znalo biti i 15 angažmana na tjedan, pa je tako postao i najtraženiji gitarist u Velikoj Britaniji. Njegovi angažmani su uključivali i Rolling Stonese, Van Morrisona i Brendu Lee. 

## Doba u Yardbirdsima
Pageu je 1964. bilo ponuđeno da umjesto Erica Claptona uđe u Yardbirdse, no on je to odbio. Kad je Clapton konačno istupio iz Yardbirdsa, još jednom mu je bilo ponuđeno mjesto gitarista, no on je to ponovo odbio, jer je još uvijek bio tražen kao session gitarist, a i nije mogao ići na turneje jer se još nije potpuno oporavio od mononukleoze. Zato je predložio svoga prijatelja Jeffa Becka. Page, je zajedno s njim, basistom Johnom Paulom Jonesom, klavijaturistom Nickyem Hopkinsom, bubnjarom grupe The Who, Keithom Moonom i basistom Johnom Entwistleom snimio pjesmu "Beck's Bolero". Htjeli su tako osnovati grupu, no nisu uspjeli. Keith Moon je komentirao da će s takvom glazbom pasti kao "olovni balon", eng. "Led Zeppelin", a od tog izraza je došlo i ime grupe u kojoj je Page stekao svjetsku slavu.
U međuvremenu, Paul Samwell-Smith, koji je došao umjesto Claptona, napustio je Yardbirdse, pa sad grupa ponovno zove Pagea, koji sad prihvaća svirati s njima, pa je sad solo gitaru svirao s Jeffom Beckom. U početku, on je svirao bas, no na to mjesto je došao Chris Dreja. Beck je, u međuvremenu, otišao iz grupe, a njihov zvuk je postao puno jači i eksperimentalniji, nego u studiju. Od tih koncerata, Page je preuzeo sviranje pjesme "Dazed and Confused" s violinskim gudalom. 
Vokalist Keith Relf i bubnjar Jim McCarty napuštaju sastav, no Page je htio završiti turneju u Skandinaviji. Zato je 1968. pozvao vokalista Roberta Planta i bubnjara Johna Bonhama, a pridružio im se i John Paul Jones, koji im se htio pridružiti duže vrijeme. Peter Grant, njihov glazbeni menadžer, predložio im je da ime promijene u Led Zeppelin, kako ih je u šali nazvao Keith Moon.

## Doba s Led Zeppelinom
Led Zeppelin je postao jedan od najpopularnijih sastava na svijetu; svaki od njihovih 9 albuma je dosegao Billboardovih Top 10 albuma, a čak 6 ih je doseglo prvo mjesto.
Njihov zvuk bio je uglavnom Pageov produkt glazbene produkcije i njegovog doprinosa kao glazbenika. Njihov stil je potjecao iz različitih uzora; od skifflea do engleske narodne glazbe, a postali su i tvorci heavy metala i hard rocka, koji su kasnije preuzeli mnogi drugi sastavi.
Iako su u početku bili komercijalno i kritički uspješni, popularnost im se počela smanjivati u kasnim 1970-ima, zbog osobnih problema članova, a grupa se ugasila 1980. nakon smrti Johna Bonhama.

## Page nakon Led Zeppelina
Page je bio teško pogođen smrću Bonhama, te nije htio ni dodirnuti gitaru.
No ubrzo se vraća u glazbene vode. Nastupio je na koncertu Jeffa Becka 1981. a započelo je i osnivanje novog sastava s Chrisom Squireom, basistom, i Alanom Whiteom, bubnjarom sastava Yes.
Ime sastava bilo je XYZ, no sve što su učinili zajedno bilo je tek nekoliko proba. XYZ nije dugo zaživio. Page se kasnije pridružuje sastavu Yes, 1984. na koncertu u Njemačkoj. 1982. Page je počeo raditi s redateljem filma "Death Wish II", kako bi napravio glazbu za taj film. Tri godine kasnije napisao je glazbu i za njegov treći nastavak. 
1983. Page se pojavio na ARMS, koja je bila serija humanitarnih koncerata za istraživanje multiple skleroze, gdje je uglavnom svirao glazbu iz filma "Death Wish II", no također je svirao i instrumentalnu verziju "Stairway to Heaven". Govori se da je tada Page rekao prijateljima da je gotov s heroinom, s kojim se borio tijekom 7 godina ovisnosti.
Prvo ponovno okupljanje Led Zeppelina je započelo 1985. na Live Aidu, na jednom od dva velika humanitarna koncerta. Umjesto preminulog Bonhama, bubnjeve su svirali Phil Collins iz grupe Genesis i Tony Thompson iz grupe The Power Station. Page je bio prilično razočaran koncertom, i svojom gitarom, koja nije bila uštimana.
Ponovno su se okupili 1988. na 40-godišnjici osnovanja diskografske kuće Atlantic Records, no ni taj koncert nije izazvao preveliku oduševljenost kod članova sastava. Štoviše, bili su razočarani njim, baš kao i kod Live Aid koncerta.
Jimmy Page je 1990. s Robertom Plantom nastupio na humanitarnom koncertu u Knebworthu, a još su i svirali skupa na vjenčanju sina Johna Bonhama, Jasona. 
1994. Page se ponovno ujedinjuje s Plantom i svira na "MTV Unplugged", koji je bio vjerojatno najbolje ocjenjeni "Unplugged" koncert u MTV-ovoj povijesti. Tek 2004. je objavljen CD "Unplugged". Četiri godine kasnije, Page kreće u rap vode, pa za potrebe filma "Godzilla" surađuje s reperom Puff Daddyjem, snimajući pjesmu "Come with Me", koja uzima dosta pojedinosti iz pjesme "Kashmir". 
Pred kraj 90-ih, točnije 1999., sudjeluje s Black Crowesima s kojima nastupa na dva koncerta, a nedugo zatim izlazi i CD. Na dodjeli MTV Video Music Awards, nastupio je s Fredom Durstom, frontmenom grupe Limp Bizkit, i Wesom Scantlinom, gitaristom sastava Puddle of Mudd. 
2005. Page dobiva Red Britanskoga Carstva, jednu od najprestižnijih nagrada Britanske Krune, a postaje i počasni građanin Rio de Janeira zbog svojeg humanitarnog rada.
Led Zeppelin je godinu kasnije bio uvršten u UK Hall of Fame, a Jimmy Page je rekao da se "nove stvari od Zeppelina spremaju izaći van", što se i dogodilo 2007. kad su imali još jedno okupljanje, a gdje je bubnjeve opet svirao Jason Bonham. Taj koncert je bio humanitaran, ujedno i njihovo zadnje okupljanje zasad. Robert Plant je rekao da su "šanse okupljanju slične nuli", no Page se nije složio s tim.
Na Olimpijskim igrama 2008. godine u Pekingu, na ceremoniji zatvaranja je na vrhu engleskog autobusa svirao "Whole Lotta Love" s Leonom Lewis. Iste godine se pojavljuje i dokumentarnu filmu "It Might Get Loud" zajedno s The Edgeom i Jackom Whiteom. 
U 2010. godini Page piše knjigu, vlastitu autobigrafiju, "The Jimmy Page about Jimmy Page", koja je objavljena u samo 2 150 primjeraka, a svaki od njih je osobno potpisao Page.
2012. je zajedno s ostalim živim članovima Zeppelina primio nagradu Kennedy Center Honors, najvišu američku nagradu za one koji su doprimijeli njihovoj karijeri. 

## Gitare, pojačala i efekti
Njegova vjerojatno najpoznatija gitara je Gibson Les Paul iz 1959. Kupio ju je za 1 200 dolara od Joea Walsha, gitarista Eaglesa. S njim je ostala cijelu karijeru, od 1969. kad je kupljena, do današnjice. Postala je njegov zaštitni znak. 2004. Gibson je napravio ograničeno izdanje te gitare od 150 primjeraka.
Tu je još i njegov poznati "doubleneck", Gibson EDS-1275, najpoznatija za sviranje pjesme "Stairway to Heaven", no tu su još "The Song Remains the Same", "Tangerine" i druge. Zanimljivo je kako ona uopće nije korištena za stvaranje pjesme "Stairway to Heaven". 
S Yardbirdsima je koristio i Fender Telecaster, gitaru iz 1959. koju mu je poklonio Jeff Beck. U početku, na gitaru je stavio reflektirajuće diskove, kako bi podsjetio na svog prijatelja, Syda Barretta, no onda je sam stavio psihodelični dizajn. Sa Zeppelinom ju je samo na turneji, kad je bend tek počeo, i za snimanje dionice električne gitare na "Stairway to Heaven", kao i njegov solo.
Tu je još i Danelectro 3021, koji je koristio ponajviše za "Kashmir", no tu su i "White Summer", "Black Mountain Side" i drugi. Zadnji put se ta gitara pojavila u dokumentarnom filmu "It Might Get Loud" gdje je demonstrirao gitarsku dionicu "Kashmira".
Od pojačala je vrijedno spomenuti Vox AC30, koji je obično koristio za snimanje u studiju, Fender i Orange pojačala, a prvi album Led Zeppelina je bio sviran sa "Supro" pojačalom. Wizard i Hiwatt su bile još neke marke koje je koristio. Također, u 90-ima je koristio i Petersburg pojačala. 
Od efekta je vrijedno spomenuti Vox Cry Baby Wah, Dunlop Cry Baby Wah, Binson Echorec 2, MXR Phase 90, Digitech WH-1 i još mnoge koje je koristio preko godina. 